# 히라타촌 (고치현)
히라타촌(일본어: 平田村)은 일본 고치현 하타군에 있던 촌이다.

## 역사
- 1889년 4월 1일 - 정촌제 시행에 의해 9촌의 구역으로 성립하였다.
- 1954년 3월 31일 - 스쿠모정·고즈쿠시정, 야마나촌·하시가미촌·오키노시마촌과 합병해 스쿠모시가 성립, 동일 히라타촌은 폐지되었다.

## 교통

### 철도
현재는 구촌지역에 도사쿠로시오 철도 스쿠모선 히라타역, 타마리코교단치역이 소재하지만, 당시엔 미개통

### 도로
- 국도 제197호선 (현 국도 제56호선)

## 참고 문헌
- 角川日本地名大辞典編纂委員会,『角川日本地名大辞典 39 高知県』1983, 角川書店